# محبوبه (فیلم ۱۳۷۷)
محبوبه فیلمی به کارگردانی احمد حسنی مقدم و نویسندگی احمد حسنی مقدم، صدیقه دهقان و فاطمه حسنی مقدم محصول سال ۱۳۷۷ است.

## بازیگران
- شهره لرستانی
- فخری خوروش
- ولی شیراندامی
- حسن عباسی
- بهزاد خداویسی
- پروین سلیمانی
- شهربانو کیمیا
- غزل علامی
- آزیتا رضایی
- زهره صالحی
- مهناز بیک محمودلو